# وزارة التجارة والصناعة وترويج الاستثمار (سلطنة عمان)
وزارة التجارة والصناعة وترويج الاستثمار بسلطنة عُمان هي الجهة المعنية بتسجيل الشركات والمؤسسات التجارية في السلطنة، والتي أُنشئت بموجب المرسوم السلطاني السامي بتاريخ 17 نوفمبر 1974م وأصبحت تتمتع بالشخصية الاعتبارية وباستقلالها المالي والإداري آنذاك.

## الهيكل التنظيمي

### تعملالوزارةمن خلال هيكلها التنظيمي المؤلف من
-  الوزيـــر ويضم: مكاتب السلطنة التجارية في الخارج، مكتب سلطنة عُمان
التجاري بدبي، مركز خدمات الاستثمار، المديرية العامة للتخطيط والمتابعة، مكتب الوزير، المستشارون، مكتب أمن الوزارة، الدائرة القانونية، دائرة التدقيق الداخلي، دائرة خدمة المراجعين، دائرة الوثائق، قسم أمن المعلومات الإلكترونية.
- وكيــل الوزارة ويضم: مكتب الوكيل، الخبراء، المديرية العامة للتجارة، المديرية العامة للصناعة، المديرية العامة للمنظمات والعلاقات التجارية، المديرية العامة للمواصفات والمقاييس، المديرية العامة للتجارة والصناعة بمحافظة شمال الباطنة، المديرية العامة للتجارة والصناعة بمحافظة ظفار، المديرية العامة للشؤون الإدارية والمالية، إدارات التجارة والصناعة بالمحافظات.

#### رؤية ورسالة وزارة التجارة والصناعة
- الرؤيــة: تهيئة بيئة أعمال تنافسية للقطاع الخاص ليساهم بفعالية في تنمية الاقتصاد الوطني.
- الرسالة: أن نعمل جميعا على تنمية قطاعات التجارة والصناعة والخدمات من خلال التطوير المستمر للتشريعات والسياسات، وتقديم خدمات متكاملة تعزز بيئة الاستثمار وتدعم العلاقات التجارية الدولية، وتحقيق تنمية اقتصادية مستدامة.

##### اختصاصات الوزارة
1.  اقتراح السياسات والخطط المتعلقة بمجالات التجارة والصناعة بما يسهم في تنمية الاقتصاد العماني، ومتابعة تنفيذها بعد إقرارها من مجلس الوزراء.
2.  تنظيم إجراءات الاستيراد والتصدير، بما يكفل وفرة السلع والمنتجات الرئيسة في الأسواق المحلية وجودتها واستقرار أسعارها.
3.  جمع البيانات والإحصاءات وإجراء الدراسات والبحوث بما يخدم خطط التطوير، ورفع الكفاءة الإنتاجية في مجالات التجارة والصناعة، وتنميتها، وتقييم المشروعات الاستثمارية والمنشآت الصناعية.
4.  العمل على تسهيل الاستثمارات الاستراتيجية في المشروعات التي تساهم في تنمية الاقتصاد الوطني.
5.  العمل على توفير بيئة مناخ استثماري في السلطنة بما في ذلك تسهيل وتسريع تأسيس المشروعات الاستثمارية.
6.  حماية حقوق الملكية الفكرية بما في ذلك الاختراعات والابتكارات، وفقا للقوانين والاتفاقيات المنظمة لذلك، وبالتنسيق مع الجهات المعنية.
7.  منح التراخيص اللازمة لممارسة الأنشطة التجارية والصناعية، وغيرها من التراخيص التي تدخل في اختصاص الوزارة طبقا للقوانين والمراسيم السلطانية، والتنسيق بشأنها مع الجهات المختصة كلما اقتضى الأمر ذلك.
8.  تسجيل المنشآت والوكالات والعلامات التجارية والصناعية وفقا لأحكام القانون.
9.  الترخيص بإقامة وتشغيل محطات تعبئة الوقود ، ومستودعات بيع اسطوانات غاز النفط المسال.
10.  تحديد المواصفات القياسية للسلع والمنتجات وإجراء الاختبارات المعملية لتلك السلع والمنتجات، والقيام بالتفتيش، ومراقبة الجودة.
11.  وضع الضوابط والقواعد اللازمة لتنظيم، وتوطيد علاقة السلطنة بمنظمة التجارة العالمية  والمنظمات العربية والإقليمية والدولية الأخرى.
12.  العمل على تنمية وتطوير العلاقات في مجال التجارة والصناعة بين السلطنة وغيرها من الدول والمنظمات الدولية ذات الصلة، والمشاركة في المؤتمرات والمعارض التجارية الإقليمية، والدولية، وتمثيل السلطنة في المحافل ذات الصلة باختصاصات الوزارة.
13.  إعداد مشروعات القوانين المتعلقة باختصاصات الوزارة، والعمل على تطبيقها ومتابعة تنفيذها، وإصدار القرارات واللوائح المنفذة لها.
14. العمل على تنمية الموارد البشرية في الوزارة.
15.  أي اختصاصات أخرى مقررة للوزارة بموجب القوانين والمراسيم السلطانية.

###### بوابة استثمر بسهولة: (investeasy.gov.om)
هي بوابة إلكترونية تساعد أصحاب الأعمال والمستثمرين على إنهاء إجراءات تسجيل الأعمال التجارية في سلطنة عمان وتسجيل إصدار التراخيص بسهولة وفي فترة قصيرة. كما تساهم في تعزيز التعاملات الإلكترونية، لتكون بمثابة نافذة لإنجاز كافة التعاملات الحكومية المعنية بتسجيل الأعمال الاقتصادية بالسلطنة، وتتيح بوابة «استثمر بسهولة» (77) خدمة إلكترونية متاحة لكافة المستثمرين خلال 24 ساعة عبر الرابط www.investeasy.gov.om ، علماً بأن أسرع سجل تجاري تم استخراجه عبر البوابة بدون الرجوع لوزارة التجارة والصناعة تم خلال (110) ثانية فقط.
الجوائز
- استثمر بسهولة يحصد العديد من الجوائز كونه من المبادرات الفريدة في المنطقة في مجال التسجيل التجاري

| | |
| جائزة الأونكتاد كأفضل المشاريع التي تقدم خدماتها عبر النافذة الإلكترونية الموحدة 2016                                   | جائزة منتدى القمة العالمية لمجتمع المعلومات في فئة الأعمال التجارية الإلكترونية 2016                                    |
| | |
| جائزة الرؤية الاقتصادية لأفضل مشروع حكومي لقطاع الأعمال 2016                                                            | جائزة الحكومة الإلكترونية لدول مجلس التعاون الخليجي - أفضل خدمة حكومية لقطاع الأعمال 2015                               |
| | |
| جائزة مشاريع قمة مجتمع المعلومات في فئة الأعمال الإلكترونية 2012                                                        | جائزة السلطان قابوس للإجادة في الخدمات الحكومية الإلكترونية 2011 في الاقتصاد الإلكتروني                                 |
| | |
| جائزة مؤتمر ومعرض الحكومة الإلكترونية لمجلس التعاون لدول الخليج العربية - الدورة الثالثة - أفضل خدمة مشتركة حكومية 2013 | جائزة السلطان قابوس للإجادة في الخدمات الحكومية الإلكترونية عن فئة أفضل خدمة إلكترونية حكومية مقدمة لموظفي الحكومة 2011 |